# Isabel Briggsová Myersová
Isabel Briggsová Myersová (18. října 1897 – 5. května 1980) byla americká spisovatelka a spolutvůrkyně soupisu osobnostních typů známého jako Myers-Briggs Type Indicator (MBTI). Narodila se ve Spojených státech amerických a MBTI vytvořila společně se svou matkou Katharine Cook Briggsovou.

## Myers-Briggs Type Indicator
Isabel Briggsová Myersová zrealizovala myšlenky Carla Gustava Junga a společně se svou matkou Katharine přispěla i vlastními postřehy. Poté vytvořila papírový dotazník, ze kterého se nakonec stal test MBTI. Tento test sloužil k určení osobnostního typu a byl plně vyvinut po třiceti letech výzkumu Isabel Briggsové Myersové a Katharine Cook Briggsové s pomocí výzkumů tisíců dalších. I ve 21. století je výzkum tohoto nástroje stále v akci s desítkami článků sepsaných ročně.
Dotazník je určen jako pomoc lidem nalézt svůj "nejpřesnější typ", neboli typ osobnosti, který jim má pomoci lépe se orientovat a rozhodovat v nejrůznějších životních situacích. Podle Jungovy typologie byly původními třemi páry osobnostních předností Extraverze a Introverze, Smysly a Intuice, Myšlení a Cítění. Po jejich studování přidala Isabel Briggsová Myersová poslední čtvrtý pár, Usuzování a Vnímání (viz MBTI).

## Vlivy
V červencovém vydání MBTI News roku 1980 se objevil článek o dalším z důvodů, proč vlastně MBTI vznikl. Pro Isabelinu matku jasně viditelné rozdíly mezi Isabel a jejím manželem Clarencem "Velitelem" Myersem (Isabel byla INFP, zatímco Clarence ISTJ) inspirovaly Katharine Cook Briggsovou - aby si nepřekazila vztah se svou dcerou a naučila se lépe chápat jejího manžela - ke studování rozdílů mezi lidmi, a akcí lidí.
Později, díky výzkumu své matky a inspiraci v podobě Dr. Junga, Isabel na toto studování navázala a když nastala druhá světová válka, chtěla pomoci zabránit konfliktům mezi lidmi. Lidé umírali, byli zranění a poškozovali se navzájem, a Isabel chtěla, aby se místo poškozování snažili jeden druhého pochopit. Všimla si také, že někteří lidé nenávidějí svou práci v armádě a toužila po zjištění, co se za tím skrývá.
Děkan George Washington Medicine School povolil v roce 1945 Isabel a Katharine, že mohou své souzení dle MBTI vyzkoušet na jeho studentech. To zahrnovalo zhruba 5500 studentů a Isabel na tom pracovala po několik let pohledem na vzory mezi odpadlíky a úspěšnými studenty.

## Beletrie
Isabelin román Murder Yet to Come, který vyšel v roce 1929, vyhrál National Detective Murder Mystery Soutěž pro onen rok. V této knize Isabel uplatnila své postřehy o osobnostních typech.
Druhé dílo od Myersové, Give Me Death, bylo publikováno roku 1934. Autorka v něm navštívila stejné detektivy jako v Murder Yet to Come, ovšem také popisuje typ osobnosti jako rasově stanovený. V této knize spáchá Southernská rodina sebevraždu jeden po druhém po zjištění, že mohou mít "černošskou krev".

### Použití
V roce 1962 Educational Testing Service zveřejnila MBTI mezi testy pro pouze výzkumné účely. Během roků 1975, 1977 a 1979 proběhly tři národní MBTI konference na University of Florida, Michiganské státní univerzitě a ve Filadelfie. Roku 1975 Consulting Psychologists Press, Inc. zveřejnila MBTI jako nástroj pro pomoc lidem.
Dnes, ve 21. století, slouží MBTI více než dvou milionům lidem ročně a je přeložen do šestnácti světových jazyků.

## Isabelin odkaz

### CAPT
V roce 1975 Isabel Briggsová Myersová spoluzaložila Center for Application of Psychological Type společně s Mary McCaulley. CAPT je nezisková organizace, která vede výzkum a užití MBTI. Existuje také pro ochranu a podporu Isabeliny ideologie. Sídlo CAPTu je v Gainesville na Floridě a její motto zní "Podporování lidského chápání skrz vzdělávání, publikování a výzkum".

### Memorial Research Awards
The Isabel Briggs Myers Memorial Research Awards existují k podpoře MBTI a psychologickému výzkumu. Tyto ceny jsou udělovány dvakrát ročně. Skládají se z 2000$ až pro dvě osoby. Jsou udělovány za rozvoj v chápání témat zaměřujících se na nepřetržitý výzkum v této oblasti.

## Publikace
- Isabel Briggsová Myersová (1980, 1995) - Gifts Differing: Understanding Personality Type
  - Gifts Differing: Understanding Personality Type napsala Isabel se svým synem, Peterem Briggsem Myersem. Je to o lidské osobnosti a jak to ovlivňuje některé aspekty života, jako kariéru, manželství a smysl života. Pojednává o všech šestnácti osobnostních typech.
- Isabel Briggsová Myersová (1990) - Introduction to Type: A Description of the Theory and Applications of the Myers-Briggs Type Indicator
- Isabel Briggsová Myersová a Mary McCaulley (1985) - Manual: A Guide to the Development and Use of the Myers-Briggs Type Indicator
- Isabel Briggsová Myersová (1995) Murder Yet to Come

## Další četba
- F. W. Saunders (1991) - Katharine and Isabel: Mother's Light, Daughter's Journey
  - Kniha pojednává o biografii Isabel a její matky.